# Baronnie de Passavant
vers 1220 – 1263
La baronnie de Passavant ou Passava est un fief médiéval franc de la principauté d'Achaïe, situé dans les montagnes entre la péninsule du Magne et la plaine de Laconie, dans la péninsule du Péloponnèse en Grèce. Elle est centrée sur la forteresse de Passavant (Grèce) (el) ou Passava (en grec moderne : Πασσαβάς). Elle fait partie des douze baronnies de la principauté d'Achaïe, mais elle est conquise par les byzantins au début des années 1260.

## Histoire
La baronnie de Passavant est la dernière des douze baronnies laïques de la principauté d'Achaïe à être établie. Alors que la plupart des autres baronnies sont formées vers l'an 1209, après la conquête de la péninsule par les croisés, Passavant est créée peu de temps après 1218-1220 pour le chevalier français Jean de Nully. Il établit la forteresse de Passavant : le nom dérive probablement du cri de guerre ou de la devise de la famille de passe avant, mais se retrouve également comme toponyme dans le nord de la France,. On suppose que Jean de Nully était le fils de Vilain de Nully, natif de Nully, un compagnon de Geoffroi de Villehardouin (voire son parent). Jean ne prend pas la croix avant l'an 1218 et arrive dans le Péloponnèse, probablement pas avant 1220.
Sa baronnie probablement composée de terres nouvellement conquises n'existe pas avant 1248, avec la chute de la dernière forteresse byzantine, Monemvasia, alors que la Laconie est entièrement pacifiée. Elle comprend quatre fiefs de chevaliers. La baronnie est militairement importante, car elle permet de surveiller les Maniotes indisciplinés et les Mélinges du Taygète : Jean de Nully est nommé maréchal héréditaire d'Achaïe,.
Pour compléter la période entre sa fondation et les années 1260, l'historien Karl Hopf émet l'hypothèse qu'il y aurait eu deux barons de Passavant, portant le prénom de Jean, mais cette conjecture est rejetée par Antoine Bon.
Jean de Nully épouse une sœur de Gauthier de Rosières, le baron d'Akova, et n'a qu'une fille unique : Marguerite de Passavant, l'héritière commune des Passavant et des Akova. Cependant, Marguerite ne reçoit pas son héritage, car elle reste otage à la cour byzantine de Constantinople de 1262 jusqu'à environ 1275. Dans l'intervalle, Passavant tombe aux mains des Byzantins lors de leurs premières offensives dans le Péloponnèse, vers l'an 1263 tandis que la baronnie d'Akova est confisquée par le prince du fait que Marguerite tarde trop à revendiquer son héritage. En fin de compte, après un procès, elle récupère un tiers de la baronnie d'Akova.

## Sources
- (en) Cet article est partiellement ou en totalité issu de l’article de Wikipédia en anglais intitulé « Barony of Passavant » (voir la liste des auteurs).
- La Morée franque. Recherches historiques, topographiques et archéologiques sur la principauté d’Achaïe Bon Antoine - 1969 - Édition : De Boccard en ligne
- (en) Essays on the Latin Orient William Miller - Édition : Cambridge University Press - 1921 en ligne sur Google books